# جون مارتن (لاعب كريكت)
جون مارتن (3 يوليو 1867 في المملكة المتحدة - 31 أغسطس 1942 في المملكة المتحدة) (بالإنجليزية: John Martin)‏ هو لاعب كريكت بريطاني (وحمل سابقاً جنسية المملكة المتحدة لبريطانيا العظمى وأيرلندا). لعب مع Devon County Cricket Club ‏ ونادي مارليبون للكريكت ‏.

## وصلات خارجية
- جون مارتن (لاعب كريكت) على موقع إي آس بي آن كريك إنفو (الإنجليزية)